# 李明載
李 明載（イ・ミョンジェ、韓国語: 이명재、1993年11月4日 - ）は、大韓民国ソウル特別市出身のプロサッカー選手。ポジションは、ディフェンダー。

## 来歴

### クラブ
2014年より、弘益大学校から蔚山現代FCへ自由選抜選手で入団。3月23日、第3節仁川ユナイテッドFC戦でプロデビューを果たした。
2014年6月23日、期限付き移籍で日本のアルビレックス新潟に加入。新潟ではJ1リーグ5試合に出場し、2015年1月7日に期限付き移籍期間満了で蔚山に復帰することが発表された。
新潟への期限付き移籍と兵役服務中に尚武でプレーしていた時期を除いて蔚山一筋であったが、2024年シーズン限りで退団。
2025年2月3日、2024-25シーズン終了までの5ヶ月契約でイングランド・EFLリーグ1のバーミンガム・シティFCに加入。しかしバーミンガムのクリス・デイヴィス監督はリーグ優勝が決まるまでアレックス・コクランを起用し続け、優勝決定後の4月18日のクローリー・タウンFC戦に途中出場し、ようやくイングランドデビューを果たした。その後、4月25日のスティヴネイジFC戦と5月3日のケンブリッジ・ユナイテッドFCの2試合で先発出場してシーズンを終えた。選手自身はバーミンガム残留の希望を示すも、クラブから契約延長のオファーは提示されなかった。
2025年6月25日、Kリーグ1・大田ハナシチズン加入が発表された。

## 所属クラブ
- 漢陽初等学校（朝鮮語版）
- 漢陽中学校（朝鮮語版）
- 中京高校（朝鮮語版）
- 弘益大学校
- 2014年 - 2024年  蔚山現代FC/蔚山HD FC
  - 2014年6月 - 12月  アルビレックス新潟（期限付き移籍）
- 2020年 - 2021年  尚州尚武/金泉尚武FC (兵役)
- 2025年2月 - 2025年6月  バーミンガム・シティFC
- 2025年6月 -  大田ハナシチズン

## 個人成績
| 国内大会個人成績 | 国内大会個人成績 | 国内大会個人成績 | 国内大会個人成績 | 国内大会個人成績 | 国内大会個人成績 | 国内大会個人成績 | 国内大会個人成績 | 国内大会個人成績 | 国内大会個人成績 | 国内大会個人成績 | 国内大会個人成績 |
| 年度             | クラブ           | 背番号           | リーグ           | リーグ戦         | リーグ戦         | リーグ杯         | リーグ杯         | オープン杯       | オープン杯       | 期間通算         | 期間通算         |
| 年度             | クラブ           | 背番号           | リーグ           | 出場             | 得点             | 出場             | 得点             | 出場             | 得点             | 出場             | 得点             |
| 韓国             | 韓国             | 韓国             | 韓国             | リーグ戦         | リーグ戦         | リーグ杯         | リーグ杯         | FA杯             | FA杯             | 期間通算         | 期間通算         |
| ---------------- | ---------------- | ---------------- | ---------------- | ---------------- | ---------------- | ---------------- | ---------------- | ---------------- | ---------------- | ---------------- | ---------------- |
| 2014             | 蔚山現代         | 26               | Kクラシック      | 2                | 0                | -                | -                | 1                | 0                | 3                | 0                |
| 日本             | 日本             | 日本             | 日本             | リーグ戦         | リーグ戦         | リーグ杯         | リーグ杯         | 天皇杯           | 天皇杯           | 期間通算         | 期間通算         |
| 2014             | 新潟             | 29               | J1               | 5                | 0                | -                | -                | 0                | 0                | 5                | 0                |
| 通算             | 韓国             | 韓国             | Kクラシック      | 2                | 0                | -                | -                | 1                | 0                | 3                | 0                |
| 通算             | 日本             | 日本             | J1               | 5                | 0                | -                | -                | 0                | 0                | 5                | 0                |
| 総通算           | 総通算           | 総通算           | 総通算           | 7                | 0                | -                | -                | 1                | 0                | 8                | 0                |

| 国際大会個人成績 | 国際大会個人成績 | 国際大会個人成績 | 国際大会個人成績 | 国際大会個人成績 |
| 年度             | クラブ           | 背番号           | 出場             | 得点             |
| AFC              | AFC              | AFC              | ACL              | ACL              |
| ---------------- | ---------------- | ---------------- | ---------------- | ---------------- |
| 2014             | 蔚山現代         | 26               | 1                | 0                |
| 通算             | AFC              | AFC              | 1                | 0                |

- Jリーグ初出場 - 2014年7月19日 J1第15節 対浦和レッズ（埼玉スタジアム2002）

## 代表歴
- U-18韓国代表
- U-19韓国代表
- U-21韓国代表
- 韓国代表

### 試合数
- 国際Aマッチ 6試合（2024年-）

| 韓国代表 | 国際Aマッチ | 国際Aマッチ |
| 年       | 出場        | 得点        |
| -------- | ----------- | ----------- |
| 2024     | 6           | 0           |
| 通算     | 6           | 0           |